# Wspólnota administracyjna Gernsbach
Wspólnota administracyjna Gernsbach – wspólnota administracyjna (niem. Vereinbarte Verwaltungsgemeinschaft) w Niemczech, w kraju związkowym Badenia-Wirtembergia, w rejencji Karlsruhe, w regionie Mittlerer Oberrhein, w powiecie Rastatt. Siedziba wspólnoty znajduje się w mieście Gernsbach, przewodniczącym jej jest Dieter Knittel.
Wspólnota administracyjna zrzesza jedno miasto i dwie gminy wiejskie:
- Gernsbach, miasto, 14 289 mieszkańców, 82,09 km²
- Loffenau, 2 575 mieszkańców, 17,07 km²
- Weisenbach, 2 561 mieszkańców, 9,07 km²